# АЭС Гравлин
АЭС Гравлин (фр. Centrale nucléaire de Gravelines) — действующая атомная электростанция на севере Франции в регионе Нор — Па-де-Кале. 
АЭС расположена берегу пролива Па-де-Кале на территории коммуны Гравлин в департаменте Нор между городами Кале и Дюнкерк.
АЭС Гравлин занимает в рейтинге крупнейших атомных станций пятое место в мире, второе место в Европе (после Запорожской АЭС) и первое в Западной Европе (в том числе и во Франции).
На АЭС эксплуатируется 6 энергоблоков с реакторами с водой под давлением (PWR) СР1 разработки Framatome мощностью по 951 МВт. Конструкция реакторов энергоблоков №5 и №6 базируется на основе CPR-1000. Выходная мощность ее шести реакторов составляет 5460 МВт. Вода, охлаждающая 6 реакторов станции, поступает из Северного моря.

## Информация об энергоблоках
| Энергоблок | Тип реакторов | Мощность | Мощность | Начало строительства | Физпуск    | Подключение к сети | Ввод в эксплуатацию | Закрытие |
| Энергоблок | Тип реакторов | Чистый   | Брутто   | Начало строительства | Физпуск    | Подключение к сети | Ввод в эксплуатацию | Закрытие |
| ---------- | ------------- | -------- | -------- | -------------------- | ---------- | ------------------ | ------------------- | -------- |
| Гравлин-1  | PWR, CP1      | 910 МВт  | 951 МВт  | 01.02.1975           | 21.02.1980 | 13.03.1980         | 25.11.1980          | —        |
| Гравлин-2  | PWR, CP1      | 910 МВт  | 951 МВт  | 01.03.1975           | 02.08.1980 | 26.08.1980         | 01.12.1980          | —        |
| Гравлин-3  | PWR, CP1      | 910 МВт  | 951 МВт  | 01.12.1975           | 30.11.1980 | 12.12.1980         | 01.06.1981          | —        |
| Гравлин-4  | PWR, CP1      | 910 МВт  | 951 МВт  | 01.04.1976           | 31.05.1981 | 14.06.1981         | 01.10.1981          | —        |
| Гравлин-5  | PWR, CP1      | 910 МВт  | 951 МВт  | 01.10.1979           | 05.08.1984 | 28.08.1984         | 15.01.1985          | —        |
| Гравлин-6  | PWR, CP1      | 910 МВт  | 951 МВт  | 01.10.1979           | 21.07.1985 | 01.08.1985         | 25.10.1985          | —        |